# Pachygrapsus marmoratus
Pachygrapsus marmoratus, thường gọi nha biển, là một loài cua, đôi khi được gọi là cua đá cẩm thạch hoặc cua cẩm thạch, sống ở Biển Đen, Địa Trung Hải và các khu vực của Đại Tây Dương, các hốc đá bãi sau Vũng Tàu Việt Nam.

## Đặc điểm
Chúng có màu tím nâu tối, với màu cẩm thạch màu vàng, và với một cơ thể dài đến 36 mm (1,4 in). Nó là một ăn tạp, ăn tảo và các động vật khác nhau bao gồm cả trai và con sao sao.
P. marmoratus có mai hình vuông, dài 22–36 mm (0,87-1,4), màu tím nâu tối với màu cẩm thạch màu vàng. Nó có thể được phân biệt với các loài có liên quan của Pachygrapsus ở vùng biển Địa Trung Hải (Pachygrapsus maurus và Pachygrapsus transversus) bởi sự hiện diện của ba răng cưa trên mỗi bên của mai. Nó có khả năng di chuyển động nhanh chóng, và nó sử dụng khả năng này để phi tiêu vào các đường nứt, làm cho nó khó khăn để bắt.
Loài cua này phổ biến ở miền Nam châu Âu, từ Biển Đen đến bờ biển Maroc, và dọc theo bờ biển Đại Tây Dương của Bồ Đào Nha, Tây Ban Nha và Pháp, và được quan sát thấy vào đầu năm 1996 về phía bắc tận Southampton đến eo biển Anh. Việc mở rộng phạm vi có thể do ấm lên toàn cầu của các khu vực nước mặt.
Tại Việt Nam, chúng ẩn nấp trong các hốc, khe đá bãi sau Vũng Tàu.

## Hình ảnh

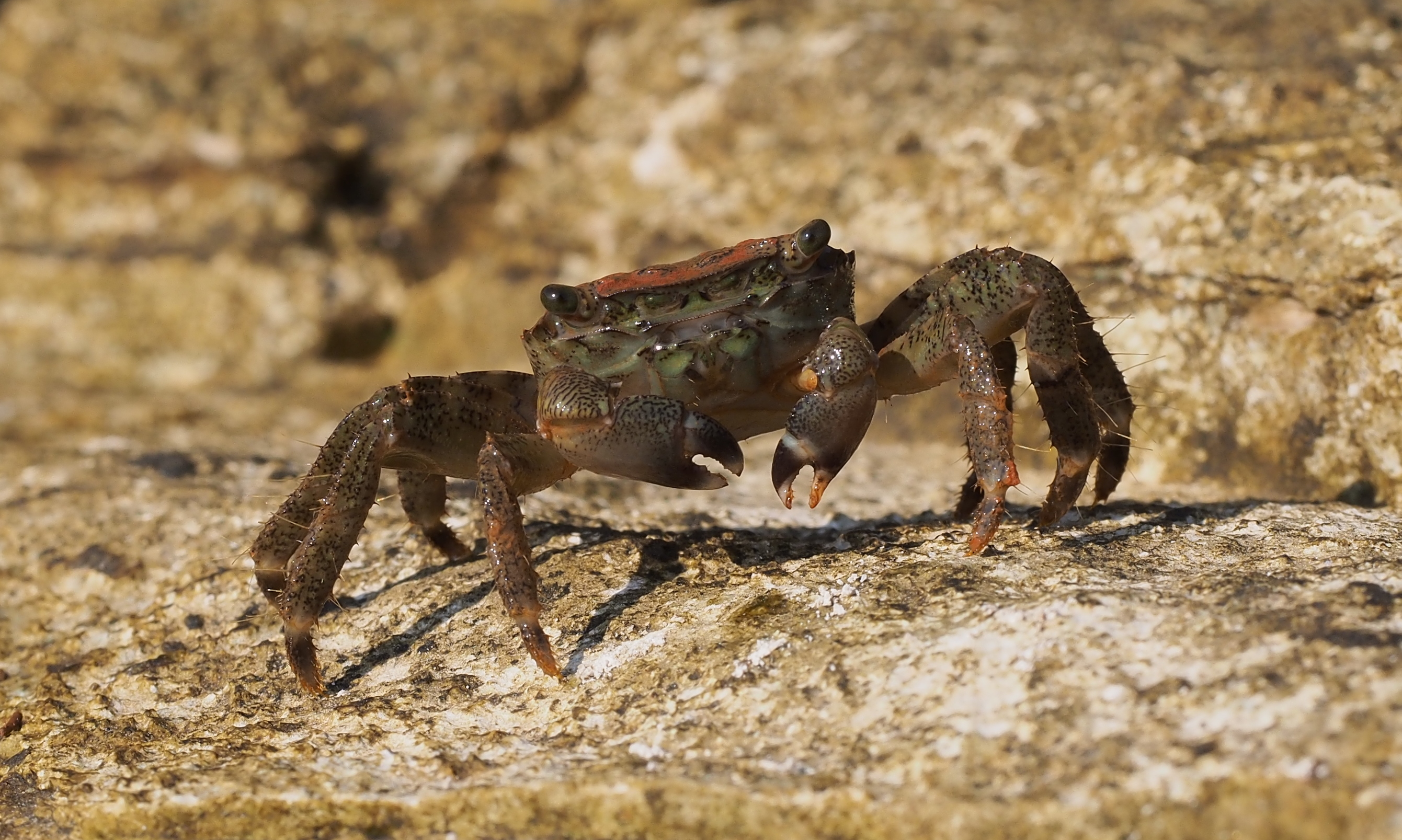
on the Adriatic Sea coastline, Croatia
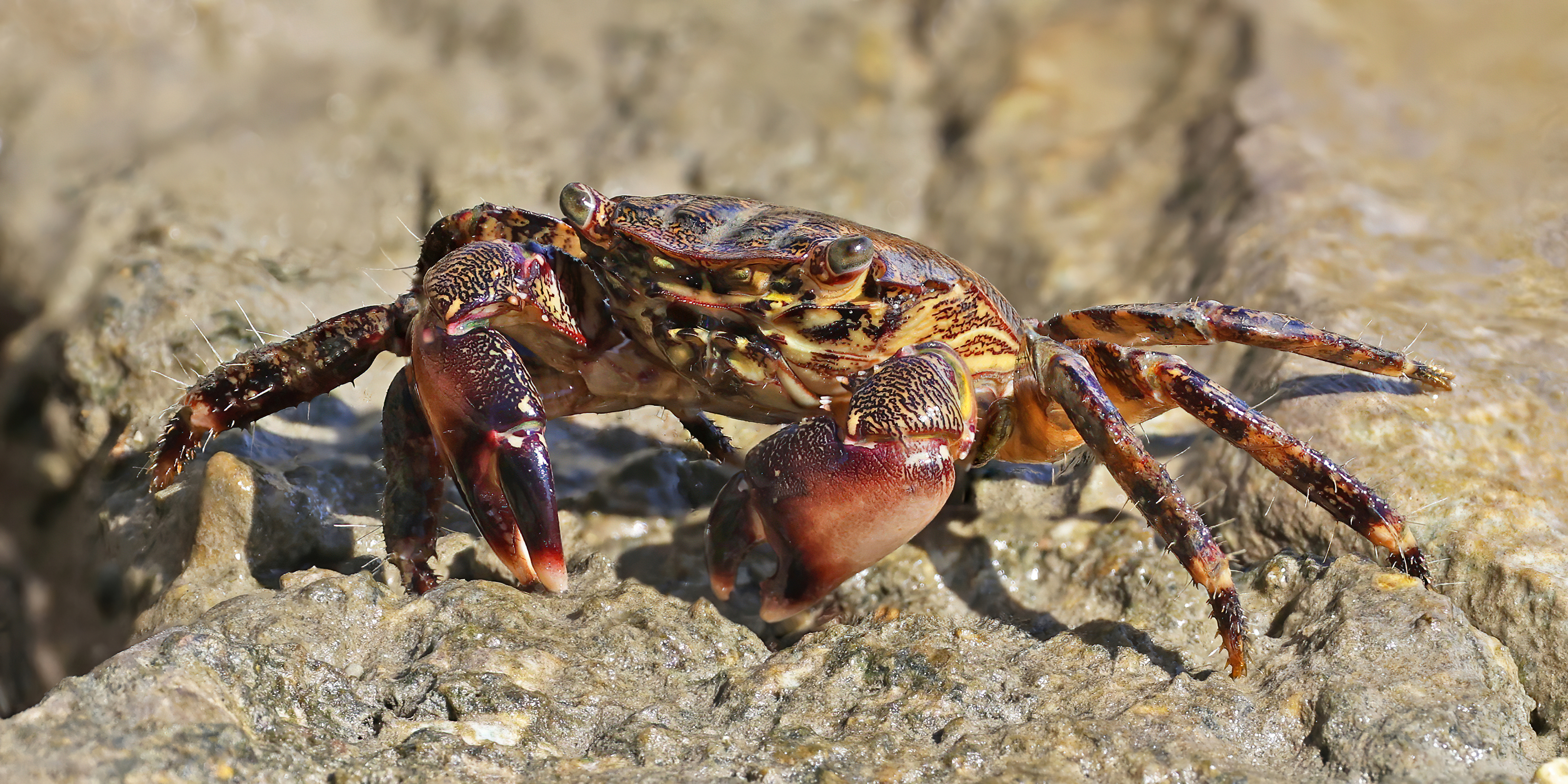
at Butrint in Albania
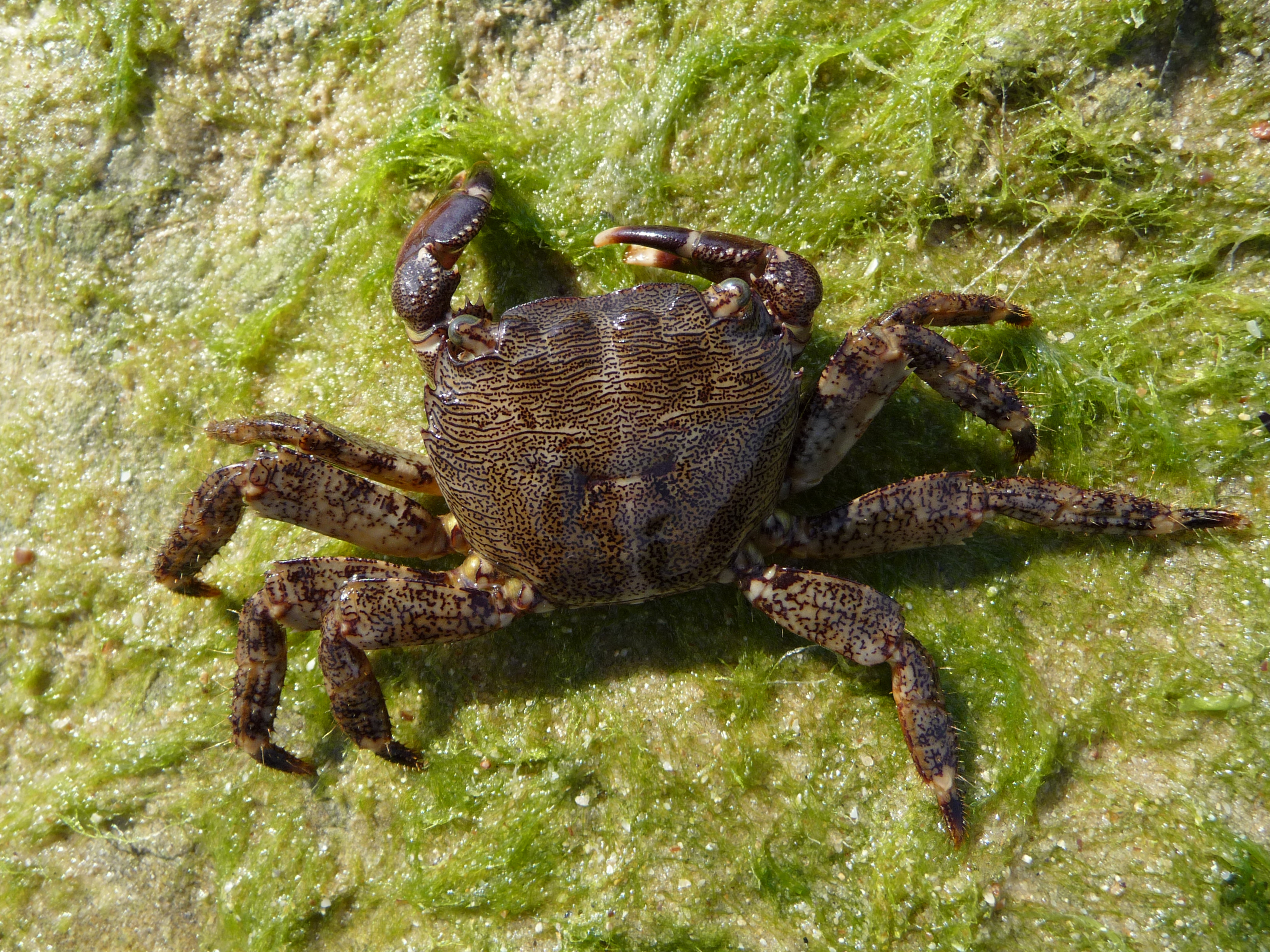
in the Black Sea
- Video of algae grazing